# あいしてると言ってよかった
「あいしてると言ってよかった」（あいしてるといってよかった）は、E-girlsの21作目のシングル曲。E-girlsのシングルとしての初のバラード曲。2018年1月31日にrhythm zoneより発売。

## 収録曲

### CD+DVD+写真集
CD
1. あいしてると言ってよかった
作詞: 小竹正人 | 作曲: KOUDAI IWATSUBO・Hironori Fukino
2. Run with You
作詞: ノマアキコ | 作曲: FAST LANE
3. What I Want Is
作詞: 小竹正人 | 作曲: Lisa Goe・Greg Haimando・Connor McDonough・Taylor Bueno・Chris Ganoudis
4. Y.M.C.A. (E-girls version)
作詞: Victor Edward Willis・Henri Belolo | 日本語訳詞: Ryuji Amagai | 作曲: Jacques Morali
5. あいしてると言ってよかった (Instrumental)

DVD
1. あいしてると言ってよかった (Music Video)
2. FILM☓E-girls (Making Film)

### CD+DVD
CD
1. あいしてると言ってよかった
2. Run with You
3. What I Want Is
4. Y.M.C.A. (E-girls version)
5. あいしてると言ってよかった (Instrumental)

DVD
1. あいしてると言ってよかった (Music Video)
2. FILM☓E-girls (Making Film)

### CD
1. あいしてると言ってよかった
2. Run with You
3. What I Want Is
4. Y.M.C.A. (E-girls version)
5. あいしてると言ってよかった (Instrumental)
6. Run with You (Instrumental)
7. Want I Want Is (Instrumental)
8. Y.M.C.A.  (E-girls version) (Instrumental)